# 1941年利沃夫反犹骚乱
1941年的利沃夫反犹骚乱是第二次世界大战时期由德国突击队员、当地群众和乌克兰民族主义者对利沃夫市犹太人实施的一系列屠杀行动的总称。骚乱发生于德国国防军进攻苏联占领的波兰东部领土期间，其中第一次骚乱发生于1941年6月30日至7月2日，随后在1941年7月25日至29日发生了第二次骚乱。根据历史学家彼得·朗格里奇和《大屠杀百科全书》的估计，第一次骚乱至少造成4,000人死亡；随后的别动队屠杀中，又有2,500至3,000人被捕并被处决；骚乱在导致2,000多名犹太人遇害的“彼得留拉日”大屠杀中达到高潮，其中所有犹太人在一个月内全部遇害。  
在1939年纳粹德国和苏联入侵波兰，以及随之而来的欧洲犹太人大屠杀之前，战间期的利沃夫市拥有波兰第三大的犹太人口，并由于接收从纳粹手中逃往东方的难民而进一步扩大到20多万犹太人口。 征服波兰后，苏联和德国于1939年9月28日签署了一项边境条约，将20万平方公里的土地及土地上的1350万各族居民划分给苏联。利沃夫作为苏联占领区城市存在了两年。 在共计2万至3万名被苏联内务人民委员部作为“人民的敌人”处决的前波兰公民中，将近9,000人是在新吞并的西乌克兰被杀害的。 苏占波兰土地与苏联的其他地区相隔离，对其实施的苏维埃化政策包括没收财产和将数十万当地公民驱逐到西伯利亚。1941年6月22日，德国袭击了苏联。

## 第一次骚乱
德国军队进入利沃夫之后立即打开了监狱大门，并揭露了苏联实施的内务人民委员部囚犯屠杀的规模。一名乌克兰民族主义者组织（OUN）成员估计在布里吉德基监狱约有10,000名遇难者，这一数字后来经德国调查调整为7,000人。威廉·莫勒法官(Wilhelm Möller)根据纳粹的犹太布尔什维克主义理论起草报告，指出犹太人应对苏联的暴行负责。 在乌克兰民族民兵和OUN领导人的参与下，C别动队组织了第一次反犹骚乱，主要是报复利沃夫的布里吉德基、拉斯基耶戈（Łąckiego）和扎马斯提诺夫卡街（Zamarstynowska）监狱的联合杀戮行为。德国报告指出，大多数苏联屠杀受害者是乌克兰人。虽然内务人民委员部大屠杀同样杀害了大量的犹太囚犯（包括知识分子和政治活动家），但波兰犹太人仍被列为集体攻击的目标。特设的乌克兰人民民兵组织——很快将由希姆莱重组为乌克兰辅助警察——组成了第一次反犹骚乱的先头部队。 在新抵达的德国军队面前，激怒和非理性的人群对该市的犹太人采取了暴力行动。德国的宣传机构制作了暗示苏联犹太人参与杀害乌克兰人的新闻影片，并由德国外交部转交给瑞士。  
大卫·李·普雷斯顿（David Lee Preston）的照片集曾被认为记录了内务人民委员部屠杀的受害者，但历史学家现已确定照片上实际是后来的反犹骚乱的受害者。 Jakob Weiss在他的《伦贝格拼贴》写道，乌克兰民兵最初可以独立行动，且得到了党卫队的准许；但后来被限制仅能和与德国部队联合行动（Aktions）或通过其他方式由纳粹直接指挥。乌克兰民兵得到了乌克兰民族主义者组织、无组织民族主义者、普通民众乃至未成年青年的援助。至少有两名OUN-B成员（Ivan Kovalyshyn 和 Mykhaylo Pechars'kyy）已被约翰-保罗·希姆卡教授从几张骚乱的照片中鉴定出来。来自利沃夫的大屠杀学者、大屠杀幸存者菲利普·弗里德曼发现了帝国安全总部的官方报告，对利沃夫的大屠杀记录如下：“在布尔什维克（即苏联军队）离开后的头几个小时内，乌克兰人民对犹太人采取了值得称道的行动……大约7,000名犹太人被（乌克兰）警察抓获并枪杀，以报复（在布里吉德基和其他监狱发生的）不人道残忍行为......“（1941年7月16日）。 

### 别动队的杀戮
在入侵波兰期间，C别动队附属于南方集团军群，由党卫队旅队长奥托·拉什指挥。1941年7月初第一次利沃夫反犹骚乱结束后，C别动队几乎第一时间依据OUN编制的名单在利沃夫逮捕了2,500至3,000人，并将拘留者聚集在别动队总部旁边的市政体育场内。 这些关押过夜并遭到的囚犯包括非犹太波兰人，以及数十名被控有反纳粹名声的囚犯。 第二天，在Otto Rasch的监督下，囚犯被分组用卡车运到一处偏远的杀戮地点（见亚诺夫斯卡集中营）。枪决由第5和第6别动小队进行，一支持续到黎明。纳粹释放了在当天结束时仍然活着的囚犯；具体的生还者数字只能近似估计。  OUN在乌克兰学生的帮助下拟定了新的逮捕清单，目标针对大学教授。1941年7月3日至4日期间，德国人在乌克兰向导的协助下分成两组，将学者们与他们的家人和客人一起逮捕，并在附近的武勒斯基山（Wuleckie）全数屠杀。在40名受害者中，至少有两名学者具有犹太背景：斯坦尼斯瓦夫·鲁夫博士（Stanisław Ruff），以及亨利克·希拉洛维茨教授（Henryk Hilarowicz）。  
杀戮结束后数日，党卫队的刽子手按照埃尔文·舒尔茨旅队长的派遣离开利沃夫，前往别尔季切夫和日托米尔执行类似的行动。 和党卫队一同于6月30日进入利沃夫的夜莺营完全由乌克兰人构成；该营依照命令于7月7日离开该市，向文尼察方向行进。尽管有许多目击者证词，但夜莺营在7月3日-7月7日骚乱中的参与仍受到乌克兰方面的质疑，因为夜莺营的制服看起来和党卫队部队很相似。  

## 彼得留拉日
第二次骚乱发生在1941年7月末，以被暗杀的乌克兰领导人西蒙·彼得留拉的名字命名为“彼得留拉日”或“彼得留拉行动”（Aktion Petliura）。杀戮行动的组织得到了德国的鼓励，但都主教安德烈·谢普蒂茨基意识到反犹骚乱带有宗教狂热的不祥基调。城市外的乌克兰民兵自带农具加入了乱局。 谢普蒂茨基主教直到1942年中期才对纳粹德国失望，当时乌克兰国民议会被禁止，而成千上万的乌克兰人被用作奴隶劳工。1941年7月25日上午，乌克兰辅助警察开始挨家挨户逮捕犹太人，而平民则在街头参与对犹太人的暴力行为。  被捕的犹太人被拖到犹太人公墓和拉斯基耶戈街监狱，在那里被公开处决。乌克兰警察以五人一组的形式行动，并参考了OUN准备的名单。在3天左右的时间内约有2,000人被杀害。  另有数以千计的犹太人被公开伤害。  

## 后果
根据大屠杀史学家理查德·布莱特曼的说法，5,000名犹太人在反犹骚乱中死亡。此外约有3,000名犹太人在市政体育场内被德国人处决。尽管苏联遗留下来的囚犯名单中有大约三分之一明显是波兰和犹太名字，但德国的宣传活动将内务人民委员部在利沃夫杀害的所有受害者认定为乌克兰人。约翰-保罗·希姆卡教授声称在接下来的两年里，德国媒体和Ukrains'ki shchodenni visti、Krakivs'ki visti等亲纳粹乌克兰媒体继续描述了可怕的酷刑行为（不论真假），乌克兰的伤亡人数凭空成倍增长。 
1941年11月，利沃夫隔都在党卫队地区总队长弗里茨·卡茨曼 的命令下成立。卡茨曼是伦贝格（利沃夫）较高级的的党卫队与警察领袖，同时是党卫队最高效的刽子手之一。在最高峰时，利沃夫隔都有大约12万犹太人，其中大多数接下来的两年内被驱逐到贝乌热茨灭绝营或被就地处决。由于1941年的反犹骚乱和别动队屠杀、利沃夫隔都的恶劣条件、以及向纳粹集中营的驱逐（包括贝乌热茨和利沃夫市郊的亚诺夫斯卡集中营，利沃夫当地犹太人口几乎被完全摧毁。当苏联军队于1944年7月21日到达并接管利沃夫时，只有823名犹太人回到大卫·索博尔博士（David Sobol）领导的利沃夫犹太临时委员会。 

## 争议
利沃夫反犹骚乱的性质与具体肇事者的编入仍然存在争议。乌克兰安全局于2008年发布的文件表明，乌克兰民族主义者组织在骚乱中的参与程度可能低于最初的估计。 然而，这一题为《起初：事实之书》（Do pochatku knyha faktiv）的文件集已被包括约翰-保罗·希姆卡、佩尔·安德斯·鲁德灵、马可·卡林尼克（Marco Carynnyk）和弗兰季斯卡·布鲁德（Franziska Bruder）在内的历史学家认定为企图歪曲二战历史。  

## 注解
1. 1 2 3 4  USHMM.  (Internet Archive). Holocaust Encyclopedia（英语：Holocaust Encyclopedia）. United States Holocaust Memorial Museum.   [2015-03-04]. （原始内容存档于2012-03-07）.
2. ↑  Himka, John-Paul. . Canadian Slavonic Papers. 2011, 53 (2–4): 209–243  [2019-03-03]. ISSN 0008-5006. Taylor & Francis. （原始内容存档于2018-03-28）.
3. 1 2  N.M.T.  (PDF direct download). Volume IV : "The Einsatzgruppen Case" complete, 1210 pages. Nuremberg Military Tribunals under Control Council Law No. 10: 542–543 in PDF (518–519 in original document). 1945  [2015-03-01]. （原始内容存档 (PDF)于2019-05-13）. With N.M.T. commentary to testimony of Erwin Schulz（英语：Erwin Schulz） (p. 543 in PDF).
4. ↑  Longerich, Peter. . Oxford; New York: Oxford University Press. 2010: 194. ISBN 978-0-19-280436-5.
5. ↑  Stefan Szende, The Promise Hitler Kept, London 1945, p. 124. OCLC 758315597.
6. ↑  Gross, Jan Tomasz. . Princeton, NJ: Princeton University Press. 2002: 17, 28–30  [2019-03-03]. ISBN 0691096031. （原始内容存档于2019-08-21）.
7. ↑  Piotrowski, Tadeusz. . Jefferson: McFarland. 1998  [2019-03-03]. ISBN 0-7864-0371-3. McFarland, 2007 edition, Google Books search inside. ISBN 0786429135. （原始内容存档于2019-08-21）.
8. ↑  Berkhoff, Karel Cornelis. . Harvard University Press. 2004: 14  [2019-03-03]. ISBN 0674020782. （原始内容存档于2019-08-21）.
9. ↑  Davies, Norman. . Oxford University Press. 1996: 1001–1003  [2019-03-03]. ISBN 0198201710. （原始内容存档于2019-08-21）. Also in: Urban, Thomas.  (PDF). Die verschwiegene Kollaboration (Verlag C. H. Beck). 2004. 1–3 in PDF  [2019-03-03]. ISBN 3-406-54156-9. Revolution durch den Strick (Revolution by the Rope). （原始内容 (PDF)存档于2009-03-27）.
10. 1 2 3 4  Alfred de Zayas（英语：Alfred de Zayas）. . The Wehrmacht War Crimes Bureau, 1939-1945. AlfreddeZayas.com. 2000  [2015-03-02]. （原始内容存档于2011-07-07）. Cheka-GPU-NKVD by Prytulak (de Zayas).
11. ↑  Ronald Headland. . Fairleigh Dickinson Univ Press. 1992: 111–112. ISBN 0838634184.
12. 1 2  John Paul Himka（英语：John Paul Himka）. . Lviv pogrom of 1941. Історична правда. 2015  [2015-03-06]. （原始内容存档于2015-04-02）. Also: Иван Ковалишин.
13. 1 2  Yevhen Nakonechny（英语：Yevhen Nakonechny）.  ["Shoa" in Lviv] (DjVu). Львів: ЛА «Піраміда». 2006: 98–99 or 50 in current document (1/284 or 1/143 digitized)  [2015-02-13]. ISBN 966-8522-47-8.[永久][來源可靠？]
14. ↑  Jakob Weiss, The Lemberg Mosaic in Wikipedia（英语：The Lemberg Mosaic） (New York: Alderbrook Press, 2011) pp. 165-174 (Prison Massacre), 206-210 ("Petlura Days" or Aktion Petlura).
15. ↑  Himka, John-Paul. . Canadian Slavonic Papers. 2011, 53 (2–4): 209–243. ISSN 0008-5006.
16. ↑  John-Paul Himka. . University of Alberta. 2014  [2015-03-01]. （原始内容存档于2015-04-02）.
17. ↑  Bogdan Musial（英语：Bogdan Musial）, Bilder einer Ausstellung: Kritische Anmerkungen zur Wanderausstellung "Vernichtungskrieg. Verbrechen der Wehrmacht 1941 bis 1944." Vierteljahrshefte für Zeitgeschichte 47. Jahrg., 4. H. (October 1999): 563–581. "David Lee Preston collection."
18. ↑  Breitman, Richard. . DIANE Publishing. 2010: 75  [2019-03-03]. ISBN 1437944299. （原始内容存档于2017-12-01）. In Lwów, a leaflet warned Jews that, "You welcomed Stalin with flowers. We will lay your heads at Hitler's feet." [Original: "У 1939 ви привітали Сталіна квітами. Ми покладемо ваші голови до ніг Гітлера, вітаючи його."] At a July 6, 1941, meeting in Lwów, Bandera loyalists determined: "We must finish them off..." Back in Berlin, Stetsko（英语：Yaroslav Stetsko） reported it all to him.[12]
19. ↑   Jakob Weiss， Lemberg Mosaic ，p。 173
20. ↑   Piotrowski 1998，第209页。
21. 1 2 3  N.M.T. 1945, Volume IV : "The Einsatzgruppen Case", ibidem pp. 165–167.
22. 1 2 3  Zygmunt Albert, Kaźń profesorów lwowskich w lipcu 1941 roku （页面存档备份，存于） Instytut Lwowski 2004, Warszawa. Studia oraz relacje i dokumenty zebrane i oprac. przez Zygmunta Alberta Wrocław 1989, Wydawnictwo Uniwersytetu Wrocławskiego; ISBN 83-229-0351-0, pp. 180-181
23. 1 2  The Simon Wiesenthal Center. . Macmillan Publishing Company. 1997 [1990]  [2015-03-15]. （原始内容 (Internet Archive)存档于2008-02-12）.
24. 1 2 3  IPN — Oddziałowa Komisja w Rzeszowie, Śledztwo w sprawie zabójstwa profesorów polskich wyższych uczelni, członków ich rodzin oraz współmieszkańców, we Lwowie w lipcu 1941 roku, podjęte na nowo z umorzenia w dniu 25 lutego 2003 roku （页面存档备份，存于） Sygn. S 5/03/Zn, pp. 36-37 (PDF file, direct download). Institute of National Remembrance. Retrieved 16 March 2015.
25. ↑   Piotrowski 1998，第208页。
26. ↑  Freider Mikhail Sanevich. . Road to father. Ukraine SIG. 2012  [2015-03-15]. （原始内容存档于2015-03-16）.
27. ↑  Чуев Сергей.  [Forsaken soldiers. Traitors for the Third Reich]. Эксмо. 2004  [2015-03-02]. ISBN 5-699-05970-9. （原始内容存档于2015-04-02）. Online preview, Russian original.
28. ↑  Є. Побігущій, Дружини українських націоналістів у 1941 — 1942 роках [Formations of Ukrainian Nationalists in 1941-42]. – Без місця видання, 1953. – С. 6; pp. 109–110, excerpts with commentaries: 1. （页面存档备份，存于） 2. （页面存档备份，存于）
29. ↑  Andreas Jordan. . GELSENZENTRUM - Gelsenkirchen, Portal zur Aufarbeitung und Dokumentation lokaler zeitgeschichtlicher Ereignisse in Gelsenkirchen. September 2008  [2015-03-15]. （原始内容存档于2020-11-01）.
30. ↑  Tadeusz Piotrowski (1998), Poland's Holocaust. （页面存档备份，存于） McFarland, pp. 207-211. ISBN 0786403713.
31. 1 2  Mordecai Paldiel. . Taylor Trade Publications. 2000: 362–364  [2015-03-16]. ISBN 1589797345.
32. 1 2  PAP. . Kartka z kalendarza. Polska Agencja Prasowa（英语：Polska Agencja Prasowa）. 2012-09-10  [2015-03-16]. （原始内容存档于2015-04-02）.
33. ↑  David Cymet. . Lexington Books. 2012: 232  [2015-03-16]. ISBN 0739132954.
34. ↑  Carmelo Lisciotto.  (HolocaustResearchProject.org). Lvov. H.E.A.R.T. 2007  [2015-03-16]. （原始内容存档于2015-03-06）.
35. ↑  Helena Ganor.  (Google Books preview). Syracuse University Press. 2007: 57  [2015-03-16]. ISBN 0815608691.
36. ↑  Richard Breitman. "Himmler and the 'Terrible Secret' among the Executioners". Journal of Contemporary History; Vol. 26, No. 3/4: The Impact of Western Nationalisms; essays dedicated to Walter Z. Laqueur on the occasion of his 70th birthday (Sep. 1991), pp. 431-451
37. ↑  John-Paul Himka, Professor of Ukrainian and East European history at the University of Alberta. . University of Alberta. 2014  [2015-03-01]. （原始内容存档于2015-04-02）.
38. ↑  Waldemar „Scypion" Sadaj. . SS-Gruppenführer und Generalleutnant der Waffen-SS und Polizei. Allgemeine SS & Waffen-SS. 2010-01-27  [2015-01-31]. （原始内容存档于2015-09-23）.
39. ↑  Claudia Koonz.  (PDF). University of Vermont: 2, 11, 16–18. 2005-11-02  [2015-01-30]. （原始内容 (PDF)存档于2015-02-05）.
40. ↑  Dr. Filip Friedman（英语：Filip Friedman）.  [The Annihilation of Lvovian Jews]. Chapter 2 (Wydawnictwa Centralnej Zydowskiej Komisji Historycznej przy Centralnym Komitecie Zydow Polskich Nr 4). 2007  [2015-03-04]. OCLC 38706656. （原始内容 (Internet Archive)存档于2010-11-06）. English translation of the Russian edition (excerpts).
41. ↑  . unian.net. 2008-02-06  [2011-09-02]. （原始内容存档于2011-07-24）.
42. ↑  . Kyiv Post. 2011-05-08  [2011-12-28]. （原始内容存档于2011-09-21）.
43. ↑  Per A. Rudling, The OUN, the UPA and the Holocaust: A Study in the Manufacturing of Historical Myths, The Carl Beck Papers in Russian & East European Studies, No. 2107, November 2011, ISSN 0889-275X, p. 29
44. ↑  . LB.ua. 2009-11-05  [2011-12-28]. （原始内容存档于2015-01-02）.
45. ↑  . DefendingHistory.com. 2011-11-20  [2011-12-28]. （原始内容存档于2011-12-09）.